# Пташина мова (казка)

Табличка XI століття з рунічним текстом про приготування і поїдання Зіґфрідом частин Змія, після чого Зіґфрід отримує здатність розуміти мову птахів.

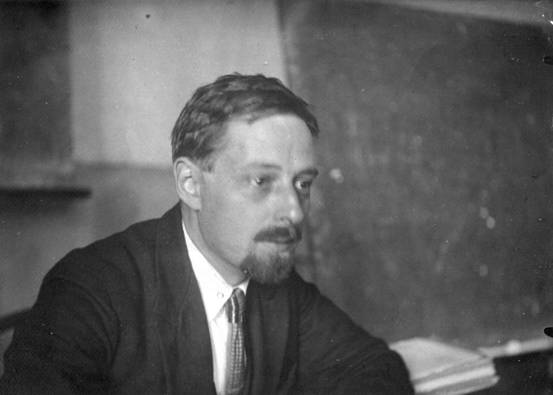
Володимир Якович Пропп

Пташина мова (рос. Птичий язык) — російська народна казка, яку записав Олександр Миколайович Афанасьєв.

## Аналіз Проппа
У своєму аналізі російський вчений, філолог-фольклорист Володимир Пропп спирається не на найбільш відому казку Олександра Афанасьєва, а на якийсь інший варіант, де юний герой вчиться мові птахів у мудрого старого. Вихідним же сюжетом він вважає казки у записі Івана Худякова та інших російських збирачів фольклору, де розуміння мови птахів отримується через поїдання змії. Цей мотив він пов'язує з архетипічним сюжетом в слов'янській, грецькій, фінській («Калевала») і долганській міфології. З цього ним виводиться першооснова міфу як відгомін обрядів ініціації з символічним поїданням Змія. У деяких варіантах, які Пропп відносить до найбільш близьких до прототипу, навпаки, Змій поїдає героя і потім вивергає його назад. В результаті герой знаходить дар розуміння мови птахів або ж взагалі всевідання.

## Казки Афанасьєва
Власне записана Афанасьєвим казка має мало спільного з міфологічним сюжетом, аналізованим у Проппа. У казці йдеться про хлопчика, який з самого народження володіє даром розуміння мови птахів. У віці шести років той чує і передає батькам пророцтво соловейка, що в майбутньому йому «батько стане воду подавати, а мати рушник — обличчя, руки витирати». Щоб уникнути цього пророцтва, батьки відправляють його в човні в море. Дар розуміти мову і пророцтва птахів допомагають хлопчикові вижити в багатьох поневіряннях і врешті-решт стати принцом в заморському королівстві. Він вирішує відвідати рідні місця, зупиняється в одному будинку і на ранок наказує принести йому вмитися. У господарів будинку, що прислуговували йому, він впізнає рідних батька й матір. Таким чином давнє пророцтво справджується, а казка закінчується щасливо: «і стали вони всі разом жити-поживати і добра наживати». Ця казка ще в кінці XIX століття була перекладена на англійську мову й увійшла в збірник «Народні казки у росіян» (англ. Folk tales from the Russian), який кілька разів перевидавався.
Стрижнем сюжету є древній мотив передвіщеної долі й марності уникнення передбаченого, який можна простежити ще до легенди про Паріса.